# Миттельбергхайм
Миттельбергха́йм (фр. Mittelbergheim) — коммуна на северо-востоке Франции в кантоне Оберне округа Селеста-Эрстен (департамент Нижний Рейн, Гранд-Эст). До марта 2015 года коммуна административно входила в состав упразднённого кантона Барр. Включена в ассоциацию самых красивых деревень Франции.
Площадь коммуны — 3,83 км², население — 658 человек (2013).
Код INSEE — 67295.

## Население
В 2013 году в коммуне проживало 658 человек. В 2011 году в коммуне проживало 660 человек, из них 18,5 % младше 14 лет, 12,3 % — от 15 до 29 лет, 21,9 % — от 30 до 44, 21,7 % — от 45 до 59 лет, 25,6 % старше 60.
Плотность населения — 171,8 чел/км².
| 1962 | 1968 | 1975 | 1982 | 1990 | 1999 | 2006 | 2008 | 2011 | 2012 | 2013 |
| ---- | ---- | ---- | ---- | ---- | ---- | ---- | ---- | ---- | ---- | ---- |
| 639  | 640  | 651  | 647  | 628  | 617  | 665  | 667  | 655  | 660  | 658  |

Динамика населения имеет тенденцию к стабилизации:
Динамика населения коммуны с даты основания по данным INSEE:
| Население коммуны в XIX—XXI веках |
| --------------------------------- |
|                                   |

## Экономика
В 2010 году из 407 человек трудоспособного возраста (от 15 до 64 лет) 307 были экономически активными, 100 — неактивными (показатель активности 75,4 %, в 1999 году — 75,3 %). Из 307 активных трудоспособных жителей работали 279 человек (147 мужчин и 132 женщины), 28 числились безработными (15 мужчин и 13 женщин). Среди 100 трудоспособных неактивных граждан 38 были учениками либо студентами, 45 — пенсионерами, а ещё 17 — были неактивны в силу других причин.
Средний декларируемый годовой доход в коммуне: 24 182,9 евро. 40,0 % населения заняты в сфере сельского хозяйства, 3 % — в индустрии, 48 % — в сфере услуг (включая строительство).

## Достопримечательности
- Мэрия
- Средневековая улица
- Католическая церковь Сен-Этьен
- Протестантская церковь Сен-Этьен